# Demantoide
El demantoide es una variedad de granate andradita, de color verde brillante, a veces con tonos amarillos, utilizado a veces, cuando es transparente, como gema. Se considera el tipo de granate más valioso para este uso.  Los primeros ejemplares fueron encontrados hacia 1853 por un niño, como cantos rodados, entre las gravas del río Bobrovka, en  Nizhnii Tagil, región de los Urales, Rusia. Inicialmente se consideró que se trataba de crisólito, o peridoto. En 1864,  Nils Gustaf Nordenskiøld, lo identificó como una variedad cromífera de andradita. El nombre propuesto por él deriva de la palabra de alemán antiguo Demant, que significa diamante, haciendo alusión a su brillo adamantino, que se asemeja al de esta gema.

## Propiedades físicas y químicas
El demantoide se encuentra en forma de cristales que pueden alcanzar un tamaño de hasta 2 cm. Su dureza y resistencia química hace que también se encuentre como cantos rodados en las llamadas gravas gemíferas. El color verde de esta variedad de andradita se debe a la presencia de Cr3+ en coordinación octaédrica. La presencia de trazas de Fe3+ aporta los tonos amarillos, tanto más marcados cuanto mayor sea el contenido de este elemento. El granate demantoide tiene una dispersión de 0,057 superior a la del diamante.

## Yacimientos
El demantoide suele estar asociado con minerales del grupo de los anfíboles, especialmente a crisotilo y a otros asbestos.
En Nizhnii Tagil, Rusia, el demantoide aparece en cuerpos de serpentina, en zonas de fractura en el contacto de la serpentina con venas de crisotilo, aunque generalmente se recupera en yacimientos secundarios, en ríos. Los ejemplares de esta procedencia son los más apreciados como gemas, y los de mayor tamaño, pudiendo superar los 5 quilates. Su composición química es muy próxima al término andradita dentro de la serie andradita-grosularia, y presentan inclusiones de cristales capilares de anfiboles de la serie actinolita-tremolita.
Son también muy conocidos los yacimientos de la zona de  Lanzada, en los valles de  Lanterna y Malenco, Sondrio,  Lombardía (Italia), en los que aparecen cristales de demantoide asociados con asbesto, en escombreras de las minas explotadas hace años para obtener este último material, como la mina Sferlùn. Los cristales son pequeños, y solo ocasionalmente se pueden utilizar como gemas. A partir de 2005 se han hecho amplaimente conocidos los ejemplares de demantoide de la localidad de Antetezambato,  Antsakoamanondro,  Ambanja  (Madagascar). En esta localidad se encuentra también la variedad  gema de andradita de color amarillo, conocida como  topazolita, en un yacimiento de tipo skarn. Em México aparece demantoide en el Cerro De La Concordia,  Tatatila,  Veracruz. En España se han encontrado cristales de hasta 5 mm en fisuras de las serpentinas junto a la carretera de Cariño a Teixidelo, en Cedeira (La Coruña). Están asociados a diópsido. 